# Isopogon prostratus
Isopogon prostratus är en tvåhjärtbladig växtart som beskrevs av Mcgill.. Isopogon prostratus ingår i släktet Isopogon och familjen Proteaceae. Inga underarter finns listade i Catalogue of Life.